# Rickie Winslow
Rickie O'Neal Winslow (1964.) je bivši američki košarkaš koji ima i tursko državljanstvo, a turska putovnica mu glasi na ime Reşat Fırıncıoğlu. Igrao je na mjestu krila. Visine je 203 cm. Igrao je u Euroligi sezone 1998./99. za turski Ülkerspor iz Istanbula. 